# Augustine Françoise de Choiseul
Pour les articles homonymes, voir Choiseul.
Augustine Françoise de Choiseul, dite Mademoiselle de Saint-Cyr ou Mademoiselle de Choiseul, née le 8 octobre 1697, et morte le 5 juillet 1728, est une aristocrate française, marquise de Pompadour de 1726 à 1728.

## Biographie
Quatrième enfant de César Auguste de Choiseul de Plessis-Praslin (1637-1705), duc de Choiseul, pair de France, comte de Plessis-Praslin, vicomte de Saint-Jean, chevalier des Ordres du Roi, lieutenant général, des Ville, Province, Comté, Évêché de Toul et ci-devant premier gentilhomme de la chambre du duc d'Orléans, et de son mariage le 30 juillet 1681 avec Louise-Gabrielle de La Baume Le Blanc de la Vallière (1665-1698), fille de Jean-François de La Baume Le Blanc, marquis de la Vallière (1642-1776 ; frère aîné de la duchesse de La Vallière ; père du duc de La Vallière Charles-François, et grand-père du duc Louis-César), et de Gabrielle Glé de La Cotardais.
César Auguste est envoyé en otage au duc de Savoie, dans le cadre du traité de paix en septembre 1696, et de retour à Paris en janvier 1697. Bien que séparé de sa femme, il s'en rapproche à son retour. Cette femme, ladite Louise-Gabrielle de La Vallière, était portée sur la galanterie. « Belle et faite en déesse » selon les Mémoires de Saint-Simon, « elle avait eu des galanteries en nombre, et qui avaient fait grand bruit ». C'est le désordre de cette vie dissolue qui l'empêcha d'obtenir son bâton de maréchal de France, et il finit par s'en séparer.
La mère d'Augustine-Françoise, séparée donc de son père bien que toujours mariée, accouche sans que son époux soit au courant, craignant sans doute qu'il ne soit pas de lui, et confie l'enfant à son amie la marquise d'Hautefort : Marie-Françoise, marquise de Pompadour, qui va l'élever sous le nom de Mademoiselle de Saint-Cyr, nom d'une de ses terres.
Bien que toujours plus ou moins en contact avec sa famille, elle se verra écartée de la succession de ses parents par les manœuvres de son oncle maternel, après le décès de ses parents. Son père connaissait son existence mais était homme qui ne voulait que des garçons et laissait ses filles mourir de faim.
À l'âge de 25 ans elle décide de rassembler les preuves de sa naissance et décide de lancer un procès ; son oncle lui dit d'apporter ses preuves.
Requête est portée à MM. de Pâris et La Guillaumie et il fut ordonné que les informations seraient apportées à la cour. Les informations impressionnent la cour.
Augustine attaquera en justice le duc Charles-François de La Vallière, cet oncle maternel qui lui disputait son État le 30 juin 1723. Elle ne fut baptisée que le 13 juillet 1723, se croyant simplement ondoyée et devant produire des pièces pour son procès. Assemblées des Pairs en la Grand'Chambre et de toutes les chambres concernant cette affaire.
Du Châtelet la cause est renvoyée au Parlement, vu la qualité de duc et pair du sieur de la Vallière.
Le 25 décembre 1725, sa mère adoptive, la marquise d'Hautefort, fait son testament et l'institue sa légataire universelle et donne à son ancienne servante Thérèse Huchet, qui se trouve auprès de sa fille adoptive, une somme 150 livres sa vie durant
Parmi les témoins cités : madame de Hautefort, Helvétius, médecin, P. Gaillard, jésuite, une nourrice et deux anciens domestiques.
Son procès fit grand bruit à la Cour. L'affaire se plaida au Parlement en janvier 1726 au moment même où une indisposition faisait craindre pour sa vie . Le Parlement lui permit par Arrêt du 13 avril 1726 de faire preuves des faits articulés dans sa Requête et des Mémoires sont publiés où le duc n'y fut pas ménagé. La princesse douairière de Conti, (sa tante), a dit qu'elle : ferait pendre l'avocat qui les avait faits. Cette demoiselle refusera les accommodements proposés par son oncle et par un autre Arrêt de la Grand'Chambre du 18 juillet 1726 elle fut déclarée fille des duc et duchesse de Choiseul.
Protégée de la duchesse du Maine, elle fut du cercle des chevaliers de l'Ordre de la Mouche à Miel et participa aux fêtes des Grandes Nuits de Sceaux que la duchesse donna en son château de Sceaux.
Elle meurt le 5 juillet 1728, sans alliance et sans avoir testé. Le duc de La Vallière Charles-François ayant répudié sa succession, elle est passée à son frère aîné le marquis de la Vallière Maximilien-Henri, dit le chevalier de La Vallière, autre oncle maternel d'Augustine-Françoise, qui s'est porté héritier. Elle est la dernière héritière et fille adoptive des derniers marquis et marquise de Pompadour d'Hautefort.

## Frère et sœurs
Ses parents eurent de leur union contractée le 30 juillet 1681:
- 1° - Marie Louise Gabrielle de Choiseul, née le 30 janvier 1683, morte à Paris sans alliance, âgée de 27 ans le 19 mai 1710, inhumée aux Feuillants de Saint-Honoré, le 20 du même mois.
- 2° - N... de Choiseul, garçon, né le 10 novembre 1688 et mort le 13 août 1690
- 3° - Marie Louise Thérèse de Choiseul, née le 5 octobre 1692 et baptisée avec sa sœur aînée le 30 janvier 1694, le roi leur fit une pension à chacune de 2 000 livres après la mort de leur père et il réunit sur la tête de celle-ci les deux pensions par un brevet du 22 mai 1710, au décès de sa sœur aînée. Elle mourut sans avoir été mariée, en 1720.